# (6826) Lavoisier
(6826) Lavoisier (1989 SD1) – planetoida z pasa głównego asteroid okrążająca Słońce w ciągu 4,95 lat w średniej odległości 2,9 j.a. Odkryta 26 września 1989 roku.